# اتصالات تكيفية
الاتصالات التكيفية تعني أي نظام اتصالات أو جزء منه يستخدم المعلومات المرتجعة والتي يتم الحصول عليها من النظام نفسه أو من الإشارات المحمولة بواسطة النظام لتعديل أحد عناصر تشغيل النظام لتحسين أداء النظام أو لمقاومة هبوطه وتدهوره، يمكن أن يكون التعديل في عناصر النظام منفصل كما في استقبال التنوع بالمفاتيح، أو يكون غير متصل كما في خوارزمية الجمع .